# 亞雷尼夫卡 (羅夫諾區)
51°1′35″N 26°34′13″E / 51.02639°N 26.57028°E
亞雷尼夫卡（羅馬化：Yarynivka）是位於烏克蘭西北部里夫內州裏里夫內區的村莊，始建於1696年，面積1.87平方公里，海拔高度173米，2001年人口857，人口密度每平方公里458.3人。